# Петросян, Мануэль Суренович
Мануэль Суренович Петросян (арм. Մանուել Պետրոսյան; род. 6 мая 1998, Степанакерт) — армянский шахматист, гроссмейстер (2017), чемпион Армении (2022), серебряный призёр 44-й шахматной олимпиады (2022) в составе сборной Армении.

## Биография
Родился 6 мая 1998 года в Степанакерте (Ханкенди), Нагорный Карабах.  С 10 лет живёт в Ереване, окончил шахматное отделение Армянского государственного института физической культуры. В 2016 году стал победителем чемпионата мира среди юношей в возрастной категории до 18 лет.

## Спортивные результаты
| Год  | Город          | Турнир                               | + | − | = | Результат | Место  |
| ---- | -------------- | ------------------------------------ | - | - | - | --------- | ------ |
| 2010 | Ереван         | «Pan-Armenian Chess Olympiad»        | 5 | 3 | 1 | 5½ из 9   | [ 5 ]  |
| 2012 | Москва         | «Moscow Open 2012 A»                 | 5 | 3 | 1 | 5½ из 9   | [ 6 ]  |
| 2014 | Ереван         | Чемпионат Европы                     | 3 | 3 | 3 | 4½ из 9   | [ 7 ]  |
| 2014 | Пермь          | «International tournament Perm-2014» | 1 | 0 | 8 | 5 из 9    | [ 8 ]  |
| 2016 | Джяковица      | Чемпионат Европы                     | 2 | 0 | 9 | 6½ из 11  | [ 9 ]  |
| 2016 | Ханты-Мансийск | Чемпионат мира до 18 лет             | 7 | 0 | 4 | 9 из 11   | [ 10 ] |
| 2017 | Севан          | «Lake Sevan 2017»                    | 3 | 2 | 4 | 5 из 9    | [ 11 ] |

## Изменения рейтинга
| Графики недоступны из-за технических проблем. См. информацию на Фабрикаторе и на mediawiki.org. |